# Agostino Valier
Agostino Valier (ur. 7 kwietnia 1531 w Wenecji, zm. 23 maja 1606 w Rzymie) – włoski kardynał.

## Życiorys
Urodził się 7 kwietnia 1531 roku w Wenecji, jako syn Alberta Valiera i Lucii Navagery. Studiował nauki humanistyczne, łacinę, grekę i filozofię w rodzinnej Wenecji, następnie teologię, prawo i hebrajski w Rzymie, a na Uniwersytecie Padewskim uzyskał doktorat z prawa i teologii. Po studiach został profesorem filozofii moralnej i klerykiem w Wenecji. 15 maja 1565 roku został wybrany biskupem Werony. Na terenie swojej diecezji (a także Istrii, Dalmacji, Padwy i Wenecji (gdzie był wizytatorem apostolskim) wprowadzał dekrety soboru trydenckiego. 12 grudnia 1583 roku został kreowany kardynałem prezbiterem i otrzymał kościół tytularny S. Marci. W latach 1597–1602 był prefektem Kongregacji Indeksu, a w okresie 1596–1597 – kamerlingiem Kolegium Kardynałów. 1 czerwca 1605 roku został podniesiony do rangi kardynała biskupa i otrzymał diecezję suburbikarną Palestriny. Zmarł 23 maja 1606 roku w Rzymie.